# Nebulosa Saturno
La Nebulosa Saturno (nota anche come NGC 7009 e C 55) è una nebulosa planetaria situata nella costellazione dell'Aquario; il suo nome si deve al fatto che la nebulosa ricorda per certi versi l'omonimo pianeta e i suoi caratteristici anelli visti di taglio.

## Storia
La nebulosa venne scoperta il 7 settembre 1782 da William Herschel, mentre conduceva delle osservazioni attraverso un telescopio di sua costruzione; fu una delle sue prime scoperte. Il nome le fu conferito da Lord Rosse negli anni quaranta del XIX secolo, quando le capacità tecniche dei telescopi di allora resero possibile appurarne l'effettiva somiglianza col pianeta degli anelli. William Henry Smyth la annovera tra i nove "Rari oggetti celesti" di Stuve.

## Caratteristiche
La stella al centro della nebulosa è una nana bianca piuttosto brillante,  di magnitudine 11,5.
La distanza dell'oggetto non è nota con precisione, dal momento che nelle sue vicinanze non sono presenti stelle di riferimento utilizzabili per la misurazione della parallasse. Hyvnes stimò inizialmente la distanza intorno ai 2.400 anni luce mentre nel 1963, O'Dell ha calcolato una distanza maggiore, quantificabile in 3.900 anni-luce.